# Vol.2 Temptastic
Vol.2 Temptastic는 대한민국의 음악 그룹 티아라의 첫 번째 EP 음반이다.

## 수록곡
1. Yayaya
작곡 : E-TRIBE
작사 : E-TRIBE, 빅톤(랩)
편곡 : E-TRIBE, 장준호
2. 왜 이러니
작곡 : 김도훈, 이상호
작사 : 이은진, 라이머(랩)
편곡 : 이상호
3. Ma boo
작곡 : 김도훈
작사 : 김도훈, 라이머, 라이머(랩)
편곡 : 김도훈
4. 몰라요
작곡 : 신사동 호랭이, 최규성
작사 : 신사동 호랭이, 최규성
편곡 : 신사동 호랭이, 최규성
5. 괜찮아요
작곡 : 최규성
작사 : 최규성
편곡 : 최규성
6. Yayaya (Inst.)
작곡 : E-TRIBE
작사 :
편곡 : E-TRIBE, 장준호